# Матео Салвини
Матео Салвини (итал. Matteo Salvini; Милано, 9. март 1973) је италијански новинар, политичар, потпредседник Савета министара Републике Италије, министар инфраструктуре и транспорта исенатор Републике Италије. Некадашњи је потпредседник Савета министара Републике Италије и министар унутрашњих послова (2018—2019) у кабинету Ђузепеа Контеа. Раније је био и посланик Европског парламента од 2004. до 2018. године.
Салвини је евроскептични политичар, критичар Европске уније, посебно у погледу еврозоне. Противник је илегалних имиграција у Италију и ЕУ. Такође, важи за једног од најватренијих присталица председника Руске Федерације Владимира Путина унутар Италију и Европске уније.

## Биографија

### Младост и образовање
Родио се 9. марта 1973. године у Милану, као син бизнисмена и домаћице. У младости је учествовао у различитим телевизијским шоу програмима.
Студирао је на Класичном лицеју Алесандро Манцони у Милану, а затим је на Универзитету у Милану најпре студирао политичке науке, а потом историју. Никада није дипломирао, јер је студије прекинуо због политичке каријере.

### Рана политичка каријера
Салвини је 1990. године постао члан Северне лиге, регионалне и сепаратистичке партије основане годину дана раније. Био је ангажован у омладинском крилу, а затим је 1992. године постао градски повереник, а 1997. године градски секретар странке. Исте године је почео да ради као новинар у страначком листу, а касније и на страначком радију. Од јула 2003. године је регистрован као новинар од стране професионалног друштва новинара.
Од 1993. до 2012. године је био одборник у локалном парламенту Милана. Током 1999. године, одбио је да се рукује са Карлом Ацељом Чампијем, тадашњим председником Италијанске Републике, тврдећи да он њега не представља.

### Посланик Европског парламента
На изборима 2004. године, изабран је за посланика Европског парламента.